# Deutsche Fuchsien-Gesellschaft

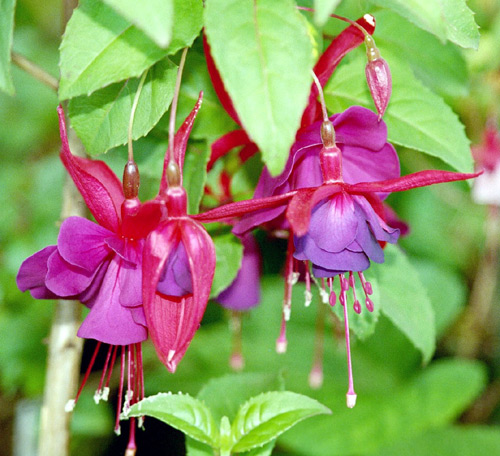
Gefüllte Blüte einer Fuchsiensorte

Die Deutsche Fuchsien-Gesellschaft ist eine 1981 gegründete Vereinigung von Fuchsienliebhabern, zu deren Zielen die Verbreitung und Förderung der Fuchsienzucht und -kultur gehört. Zu den von ihnen geförderten Veranstaltungen gehören große Fuchsienausstellungen wie beispielsweise die, die 2006 anlässlich des 25-jährigen Jubiläums dieser Gesellschaft im Frankfurter Palmengarten stattfand.
Fuchsien erfreuen sich großer Popularität, seit ihrer Einführung im 19. Jahrhundert Fuchsien aus Mittel- und Südamerika sowie Neuseeland. Vor allem in Großbritannien zählten Fuchsien zu den typischen Pflanzen des Viktorianischen Zeitalters. Fuchsien waren in Deutschland in der zweiten Hälfte des 19. Jahrhunderts ebenfalls populär. Die Pflege von Fuchsien kam jedoch mit dem Ausbruch des Ersten Weltkriegs weitgehend zum Erliegen, obwohl bedeutende deutsche Fuchsienzüchter wie beispielsweise Carl Bonstedt zu dieser Zeit noch Sorten züchteten, die bis heute in Kultur befindlich sind. In Deutschland begann ein Interesse an der Fuchsienzucht erst wieder in den 1960er Jahren. 1978 fand die erste deutsche Fuchsienausstellung in Bad Neuenahr und 1979 eine zweite auf der Bundesgartenschau in Bonn statt.
Wesentlich älter sind die 1929 gegründete American Fuchsia Society und die British Fuchsia Society.